# Bay St. Louis
Bay St. Louis település az Amerikai Egyesült Államok Mississippi államában, Hancock megyében, melynek megyeszékhelye is. Lakosainak száma 9284 fő (2020. április 1.).

## Népesség
A település népességének változása:
| Lakosok száma | 8209 | 9260 | 9284 |
|               | 2000 | 2010 | 2020 |